# Paulo Pires
Paulo Pires (Lisboa, 26 de febrero de 1967) es un actor y exmodelo portugués.

## Biografía
Inició su carrera como modelo en la década de los 90 y, desde entonces, ha trabajado en ciudades como Tokio, Milán, Londres o Viena. Comenzó a trabajar en el mundo de la televisión y del cine y se convirtió en un actor habitual de series y telenovelas. Como actor ha trabajado en Brasil y España. En España se ha dado a conocer en las series Los Serrano (2004-05), Fuera de control (2006) y Ellas y el sexo débil (2006).
Como presentador, ha sido la cara de Mundo Vip, un programa de 1998 de la televisora SIC sobre la vida de los famosos.

## Vida privada
Paulo está casado, desde 2000, con la exmodelo y psicóloga Astrid Werdnig, con quien tiene dos hijas; Chloë y Zoë.

## Filmografía

### Telenovelas
| Año       | Título              | Personaje                      | Emisora    |
| --------- | ------------------- | ------------------------------ | ---------- |
| 1992-1993 | Telhados de Vidro   | João Simões                    | TVI        |
| 1996      | Salsa e Merengue    | Vasco                          | Rede Globo |
| 1997-1998 | Terra Mãe           | Álvaro Cunha                   | RTP1       |
| 2000-2001 | Ganância            | Bernardo                       | SIC        |
| 2001-2002 | Fúria de Viver      | João Castel Novo               | SIC        |
| 2002      | O Olhar da Serpente | Paulo                          | SIC        |
| 2003      | Saber Amar          | Organizador de evento          | TVI        |
| 2006      | Floribella          | Christian                      | SIC        |
| 2007-2008 | Deixa-me Amar       | Martim Botelho                 | TVI        |
| 2008-2009 | Olhos nos Olhos     | Vasco Ferreira/Victor Ferreira | TVI        |
| 2009-2010 | Meu Amor            | Joaquim "Quim" António Correia | TVI        |
| 2010-2011 | Anjo Meu            | Rogério Girão                  | TVI        |
| 2012-2013 | Doida por Ti        | Mário Varela                   | TVI        |
| 2013-2014 | Belmonte            | Padre Artur Ribas              | TVI        |
| 2015      | La única mujer      | Henrique Albergaria            | TVI        |

### Series TV
| Año       | Título                | Personaje   | Cadena    |
| --------- | --------------------- | ----------- | --------- |
| 2003-2005 | Ana y los 7           | David Vilar | TVE       |
| 2004-2005 | Los Serrano           | John/Paul   | Telecinco |
| 2006      | Fuera de control      | Diego       | TVE       |
| 2006      | Ellas y el sexo débil | Christian   | Antena 3  |
| 2015      | Águila Roja           |             | TVE       |
| 2020      | White Lines           | George      | Netflix   |

### Cine
- 1993: Zéfiro
- 1996: Cinco Dias, Cinco Noites - André
- 2003: O Fascínio - Pedro Barbosa
- 2004: Maria e as Outras - Sacerdote
- 2004: O Milagre segundo Salomé - Mota Santos
- 2008: Do Outro Lado do Mundo - Lourenço
- 2012: Bairro - Inspector Augusto
- 2023: De perdidos a Río, Eneas